# 877 Walküre
877 Walküre, asteroid glavnog pojasa. Otkrio ga je Grigorij Neujmin, 13. rujna 1915.

## Vanjske poveznice
- Minor Planet Center